# هریپسیمه ملیکیان
هریپسیمه ملیکیان (ارمنی: Հռիփսիմե Մելիքյան؛ [] Error: {{Lang-xx}}: فاقد متن (راهنما)؛ ۵ مارس ۱۸۶۵ – ۲ ژوئیهٔ ۱۹۲۸) یک بازیگر سینما اهل ارمنستان بود.

## زندگی‌نامه
وی با نام اصلی وارواره "واریا " ملیکیان (ارمنی: Վարվառե "Վարյա" Մելիքյան) در ۵ مارس ۱۸۶۵ در تفلیس به دنیا آمد   وی در سال ۱۹۲۱ به ایالات متحده آمریکا نقل مکان نمود. وی در در سن ۶۳ سالگی در فرزنو، کالیفرنیا درگذشت.

## گزیده فیلمشناسی
از فیلم‌ها یا برنامه‌های تلویزیونی که وی در آن نقش داشته‌است می‌توان به ناموس (۱۹۲۵) در نقش سانام اشاره کرد.